# Dracaena serpenta
Dracaena serpenta (sin. Sansevieria gracilis), biljna vrsta iz porodice šparogovki. Raste po Africi: Etiopija, Kenija, Malavi, Tanzanija, Uganda, Zambija. Postoje dvije podvrste

## Uzgoj
- Preporučena temperatura:  Noć: 10-12°C
- Tolerancija hladnoće:  izbjegavati bilo kakvu hladnoću
- Tolerancija vrućine: popodne ga držati u sjeni
- Izloženost suncu:  podnosi cjelodnevnu izloženost
- Potrebnost vode: zimi ga držati suhim

## Opis
Cvjetovi: mirišu, blijedo žute boje.

## Podvrste
- Dracaena serpenta var. humbertiana (Guillaumin) Byng & Christenh.
- Dracaena serpenta var. serpenta.

## Sinonimi
- Sansevieria gracilis N.E.Br.

## Vanjske poveznice
- http://www.desert-tropicals.com/Plants/Agavaceae/Sansevieria_gracilis.html  Arhivirana inačica izvorne stranice od 23. ožujka 2007. (Wayback Machine)